# Kristian Henriksen
Pour les articles homonymes, voir Henriksen.
Kristian Henriksen surnommé Svarten (né le 3 mars 1911 et mort le 8 février 2004) est un joueur et un entraîneur de football norvégien.

## Biographie
Ce milieu de terrain a joué au Sarpsborg FK, au FC Lyn Oslo et à Frigg. Il a été sélectionné à 28 reprises dans l'équipe nationale de Norvège.
Il a été l'entraîneur de l'équipe nationale de Norvège en 1958 et 1959.

## Palmarès
- Médaille de bronze aux Jeux olympiques de 1936.